# Cjevovod
Cjevovod je sustav cijevi za prijevoz robe najčešće u tekućem i plinovitom stanju. Pomoću pneumatskih cijevi mogu se transportirati i krute tvari pomoću zraka pod pritiskom. 
Svaka kemijski stabilna tvar u plinovitom i tekućem stanju može se tranportirati putem cjevovoda. Postoji jako puno različitih vrsta cjevovoda poput: naftovoda, plinovoda, cjevovoda za transport otpadnih voda, vodovoda ili čak cvjevovoda za transport piva. 
Najvažniji cjevovodi s ekonomske točke gledišta su cjevovodi za prijevoz sirove nafte i zemnog plina. To je i najbolji način za prjevoz tih sirovina u usporedbi s željezničkim prijevozom ima nižu cijenu po jedinici i brži prijenos sirovina. Iako se cjevovodi mogu izgraditi i pod morem, to je ekonomski i tehnički vrlo zahtjevan proces, tako da većina sirove nafte radije se prevozi tankera po moru, nego da se grade naftovodi pod morem. 
Naftovodi se grade od nehrđajućeg čelika. Cijevi su s unutarnjim promjerom od 30 do 120 cm. Gdje je god moguće, grade se na površini zemlje. Sirova nafta obično se transportira brzinom od oko 1 do 6 m/s.